# Declaration (álbum)
Declaration —en español: Declaración— es el séptimo álbum de la banda estadounidense de metal alternativo Red. Originalmente estuvo programado para su lanzamiento el 10 de abril de 2020, se lanzó el 3 de abril de 2020 a través del sello independiente de la banda Red Entertainment en colaboración con The Fuel Music y fue producido por Rob Graves. Es el primer lanzamiento de la banda en estos sellos desde su salida de Essential Records.

## Antecedentes
Después de anunciar que la banda no continuaría sus asociaciones con Essential Records y Sony, anunciaron que su futura música sería financiada, grabada y lanzada de forma independiente. También anunciaron que el baterista de gira Dan Johnson se unirá a la banda a tiempo completo como su cuarto miembro. La banda pidió apoyo a los fanes a través de GoFundMe y originalmente tenía la intención de no lanzar otro proyecto de estudio de larga duración, centrándose en sencillos y porciones más pequeñas de música hechas a un ritmo más rápido. Después de reflexionar más y discutir con los aficionados, la banda decidió grabar y lanzar un nuevo álbum, sin dejar de utilizar las ventajas de los lanzamientos de música más rápidos que vienen con la independencia. El ex baterista de la banda, Joe Rickard, actuó como ingeniero de mezcla y masterización en el álbum, además de coescribir dos canciones.

## Lanzamiento y promoción
La banda publicó una actualización a través de un video de YouTube el 21 de enero de 2019. Anunciaron que ya no están firmados con Essential/Sony y que grabarán su próximo álbum de forma independiente. También anunciaron que el baterista de gira Dan Johnson se unirá a la banda a tiempo completo como su cuarto miembro, formando así una formación de cuatro integrantes desde 2014. El 7 de junio, la banda lanzó "The Evening Hate", su primera música nueva desde que se fueron a su sello discográfico.
Después de anunciar una pequeña serie de las fechas de la gira del décimo aniversario de Innocence & Instinct, la banda lanzó otro sencillo, "From the Ashes", acompañado de un video con letra y anunció más fechas de gira. El 11 de octubre, la banda anunció un nuevo EP, The Evening Hate, que precedería a un nuevo álbum de estudio y se lanzaría el 1 de noviembre, además de lanzar un nuevo sencillo, "Hemorrhage", una versión de la canción del mismo nombre de Fuel.
El 10 de enero de 2020, la banda anunció que su próximo séptimo álbum de estudio titulado Declaration se lanzará el 10 de abril de 2020. El 25 de marzo, la banda anunció que Declaration se lanzaría una semana antes de su fecha de lanzamiento original del 10 de abril.

## Lista de canciones
Todas las canciones escritas y compuestas por Anthony Armstrong y Rob Graves, excepto donde se indique. 
| N.º | Título                                                                          | Duración |  |
| 1.  | «All for You»                                                                   | 3:06     |  |
| 2.  | «Infidel»                                                                       | 4:03     |  |
| 3.  | «Cauterize»                                                                     | 3:46     |  |
| 4.  | «The War We Made»                                                               | 3:52     |  |
| 5.  | «The Evening Hate» (Versión regrabada; versión original de The Evening Hate EP) | 4:47     |  |
| 6.  | «Float»                                                                         | 3:06     |  |
| 7.  | «The Victim»                                                                    | 3:00     |  |
| 8.  | «Sever»                                                                         | 4:02     |  |
| 9.  | «Only Fight»                                                                    | 3:02     |  |
| 10. | «From the Ashes» (Versión regrabada; versión original de The Evening Hate EP)   | 5:23     |  |